# Geografía de Palaos
La geografía de Palaos es el conjunto de características que conforman la realidad física y humana de Palaos, un país insular situado en la Micronesia. Forma parte de las islas Carolinas (Oceanía). Está formado por unas 340 islas de origen volcánico y calizo, de las cuales solo 9 están habitadas.
Estas islas están situadas al oeste de los Estados Federados de Micronesia, entre el mar de Filipinas, al norte e Indonesia y Nueva Guinea en el sur.
Las islas más importantes son Angaur, Babeldaob, Koror y Peleliu, cerca del extremo norte, que juntas forman una barrera de coral. Alrededor de dos tercios de la población de unas 20.000 personas vive en Koror (7 ° 30 'N 134 ° 30' E).
Al norte de este grupo se encuentra el atolón de Kayangel, mientras que las deshabitadas  “Rock Islands” están situadas al oeste del grupo principal y las Islas del Suroeste están a unos 600 km de las islas principales y alrededor de 200 desde el extremo norte de nueva Guinea.

## Tectónica
Las islas de Palau son la única característica emergente de los 2800 km del arco de Izu-Bonin-Mariana, que va desde Tokio, hasta más allá de Guam e incluye las islas Izu, Bonin y Marianas. La mayor parte del arco IBM está sumergida. Las pequeñas islas emergentes son arrecifes calizos. Las islas mayores son volcánicas, con basalto, dacita y más raramente boninita.
Desde el punto de vista geológico el país se encuentra en la Placa Filipina, a tan sólo 30 km de la Placa Pacífica. Sin embargo, es muy raro que el país sufra terremotos.

## Clima

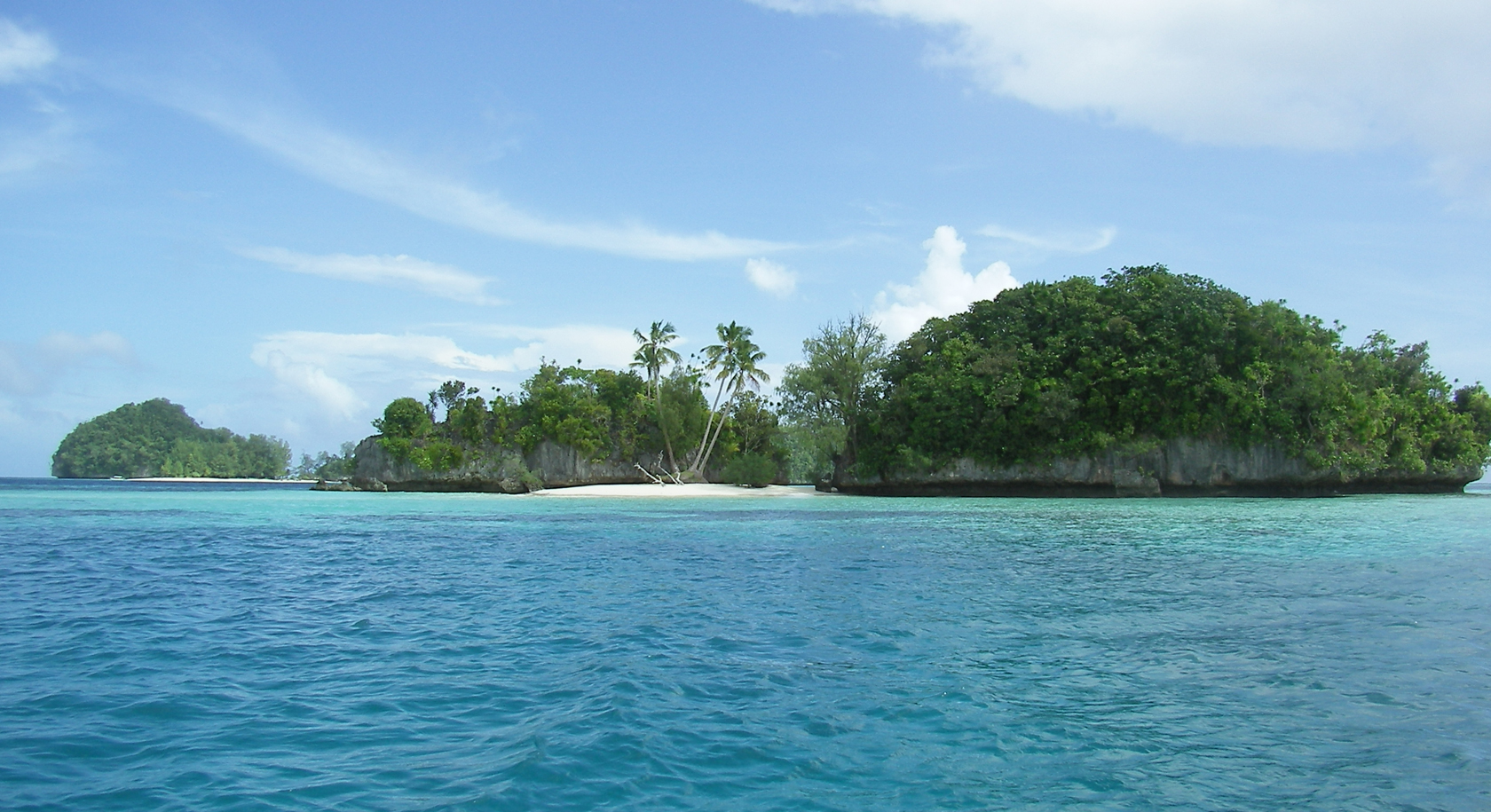
Una de las setenta Islas Roca del archipiélago.

Palaos disfruta un clima tropical durante todo el año con una temperatura promedio anual de 27 °C. La humedad es bastante estable y se sitúa entre el 77 % y el 84 %. Las lluvias pueden ocurrir durante el año, aunque existe una temporada lluviosa que va de mayo a noviembre. El promedio anual es de casi 3800 mm. De diciembre a marzo prevalecen los vientos del noroeste, y de junio a octubre el monzón. Los tifones son raros, pues el país está fuera de su zona de influencia.
| Parámetros climáticos promedio de Islas de Palaos (1961–1990) | Parámetros climáticos promedio de Islas de Palaos (1961–1990) | Parámetros climáticos promedio de Islas de Palaos (1961–1990) | Parámetros climáticos promedio de Islas de Palaos (1961–1990) | Parámetros climáticos promedio de Islas de Palaos (1961–1990) | Parámetros climáticos promedio de Islas de Palaos (1961–1990) | Parámetros climáticos promedio de Islas de Palaos (1961–1990) | Parámetros climáticos promedio de Islas de Palaos (1961–1990) | Parámetros climáticos promedio de Islas de Palaos (1961–1990) | Parámetros climáticos promedio de Islas de Palaos (1961–1990) | Parámetros climáticos promedio de Islas de Palaos (1961–1990) | Parámetros climáticos promedio de Islas de Palaos (1961–1990) | Parámetros climáticos promedio de Islas de Palaos (1961–1990) | Parámetros climáticos promedio de Islas de Palaos (1961–1990) |
| Mes                                                           | Ene.                                                          | Feb.                                                          | Mar.                                                          | Abr.                                                          | May.                                                          | Jun.                                                          | Jul.                                                          | Ago.                                                          | Sep.                                                          | Oct.                                                          | Nov.                                                          | Dic.                                                          | Anual                                                         |
| ------------------------------------------------------------- | ------------------------------------------------------------- | ------------------------------------------------------------- | ------------------------------------------------------------- | ------------------------------------------------------------- | ------------------------------------------------------------- | ------------------------------------------------------------- | ------------------------------------------------------------- | ------------------------------------------------------------- | ------------------------------------------------------------- | ------------------------------------------------------------- | ------------------------------------------------------------- | ------------------------------------------------------------- | ------------------------------------------------------------- |
| Temp. máx. media (°C)                                         | 30.6                                                          | 30.6                                                          | 30.9                                                          | 31.3                                                          | 31.4                                                          | 31.0                                                          | 30.6                                                          | 30.7                                                          | 30.9                                                          | 31.1                                                          | 31.4                                                          | 31.1                                                          | 31                                                            |
| Temp. media (°C)                                              | 27.3                                                          | 27.2                                                          | 27.5                                                          | 27.9                                                          | 28.0                                                          | 27.6                                                          | 27.4                                                          | 27.5                                                          | 27.7                                                          | 27.7                                                          | 27.9                                                          | 27.7                                                          | 27.6                                                          |
| Temp. mín. media (°C)                                         | 23.9                                                          | 23.9                                                          | 24.1                                                          | 24.4                                                          | 24.5                                                          | 24.2                                                          | 24.1                                                          | 24.3                                                          | 24.5                                                          | 24.4                                                          | 24.4                                                          | 24.2                                                          | 24.2                                                          |
| Precipitación total (mm)                                      | 271.8                                                         | 231.6                                                         | 208.3                                                         | 220.2                                                         | 304.5                                                         | 438.7                                                         | 458.2                                                         | 379.7                                                         | 301.2                                                         | 352.3                                                         | 287.5                                                         | 304.3                                                         | 3758.3                                                        |
| Días de precipitaciones (≥ 1 mm)                              | 19.0                                                          | 15.9                                                          | 16.7                                                          | 14.8                                                          | 20.0                                                          | 21.9                                                          | 21.0                                                          | 19.8                                                          | 16.8                                                          | 20.1                                                          | 18.7                                                          | 19.9                                                          | 224.6                                                         |
| Horas de sol                                                  | 198.4                                                         | 194.9                                                         | 244.9                                                         | 234.0                                                         | 210.8                                                         | 168.0                                                         | 186.0                                                         | 176.7                                                         | 198.0                                                         | 179.8                                                         | 183.0                                                         | 182.9                                                         | 2357.4                                                        |
| Fuente: Hong Kong Observatory,                                |                                                               |                                                               |                                                               |                                                               |                                                               |                                                               |                                                               |                                                               |                                                               |                                                               |                                                               |                                                               |                                                               |

## Fauna y flora

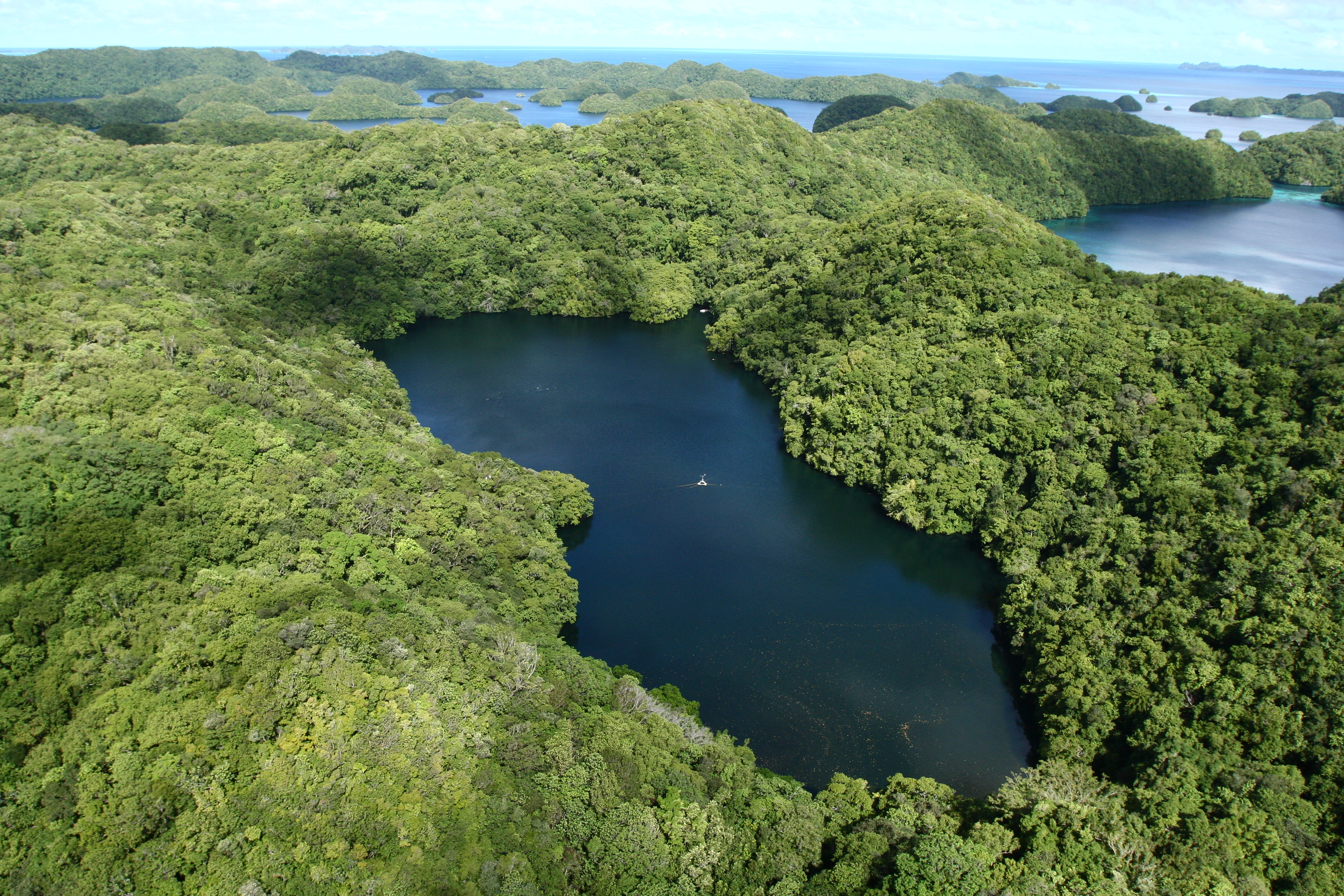
Vista aérea del Lago de las Medusas en Eil Malk.

Palaos tiene el mayor número de especies de animales y plantas de Micronesia. Las islas de origen volcánico son fértiles y cubiertas por espesos bosques. Estas son las más grandes y se caracterizan por una selva de grandes terrazas y pastizales, mientras que las pequeñas son de piedra caliza y con escasa o nula vegetación. Las islas del sur están formadas por los arrecifes de coral. El archipiélago tiene una rica diversidad biológica, especialmente en relación con el medio ambiente marino.
Como muchas otras islas oceánicas, posee numerosos endemismos, algunos de los cuales están seriamente amenazados. La constante llegada de especies invasoras, además de la destrucción del hábitat, son las principales amenazas para la vida salvaje palauana.
La vida marina presenta una fauna muy rica y balanceada, que se ha visto favorecida por la cercanía con los diferentes sistemas biológicos de Indonesia, Nueva Guinea y Filipinas. En sus aguas hay gran cantidad de corales, peces, caracoles, almejas, calamares, pepinos, estrellas, erizos y anémonas de mar, lo mismo que diferentes tipos de anélidos e incluso Gusanos Bobbit. El 25 de septiembre de 2009, el presidente Johnson Toribiong anunció en la Asamblea General de las Naciones Unidas la creación del primer "santuario tiburones" del mundo, por el cual Palaos ha prohibido la pesca comercial de tiburones en un área de 600 000 kilómetros cuadrados de océano, incluyendo su Zona Económica Exclusiva. Toribiong también pidió medidas de protección internacional contra la pesca de tiburones. Dos especies de medusa habitan el famoso y pintoresco lago de las Medusas en la isla de Eil Malk: Mastigias papua y Aurelia aurita
Entre la fauna terrestre, se encuentran 5 especies de moluscos terrestres del género Aaadonta que son endémicas de Palaos: A. kinlochi, A. irregularis, A. fuscozonata, A. constricta y A. pelewana. 
En cuanto a la flora, existen en Palaos unas 1260 especies y variedades de plantas, 830 de las cuales son nativas, como el bejuco de playa, el pino australiano, el pandanus así como varias especies de palmas y de helechos.

## Medio ambiente

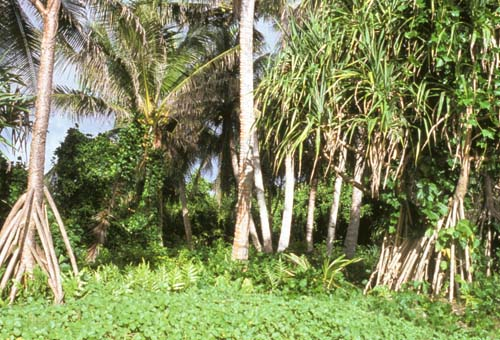
Pandanus en la isla de Merir.

La mayor parte del territorio no presente peligros ambientales. Sin embargo, en algunas áreas se concentran graves amenazas y daños como la pesca con dinamita, malos sistemas de evacuación de basuras en Koror, y gran dragado de corales y de arena en la laguna de las Islas Chelbacheb.
Como en otras naciones insulares del Pacífico, una gran amenaza potencial es el calentamiento global y la consecuente subida del nivel del mar.
El país tiene asimismo problemas por la escasez de agua dulce y de tierra arable. También se encuentra en una zona de riesgo de terremotos, erupciones volcánicas, y tormentas tropicales. El tratamiento de las aguas negras, los residuos tóxicos y los biocidas son asimismo problemas importantes.
Debido a las quemas y a las fuertes lluvias (3800 mm anuales), la erosión es asimismo un problema importante.

## Áreas protegidas de Palaos
En Palaos hay 66 áreas protegidas, que cubren 221 km² de superficie terrestre, el 44,18 % del territorio, y 608.173 km² de áreas marinas, el 100 % del territorio. De estas, 4 son reservas naturales, 28 son áreas de conservación, 9 son áreas en zonas gestionadas, 2 son santuarios de aves, 1 es una reserva de pesca, 1 es un área de conservación de la naturaleza, 10 son áreas gestionadas comunitarias, 2 son santuarios marinos, 2 son reservas forestales, 1 es una IBA (Important Bird Area), 1 es una zona recreativa, 1 es una zona de aguas estatales y 1 es una zona de pesca. Además, 1 es una reserva de la biosfera de la Unesco, 1 es un sitio patrimonio de la humanidad y 1 es un sitio Ramsar.

### Santuarios marinos
- Santuario Marino Nacional de Palaos, 502.539 km². Desde octubre de 2015, es una de las zonas protegidas más grandes del mundo. Alberga más de 1300 especies de peces, más de 400 especies de coral duro y más de 300 de coral blando, siete de los nueve tipos que hay en el mundo de almeja gigante, lagos en los que hay medusas que no son urticantes y la mayor parte de plantas y animales de Micronesia.[12]
- Área de desove de Ngerumekaol, 4,82 km². Importante zona de desove de meros. La pesca de Epinephelinae o meros en los lugares donde se reúnen en gran número para desovar está prohibida en numerosos países, entre ellos Bermudas, República Dominicana y Puerto Rico, en algunos parques marinos de Belice. En la cuenca indopacífica solo están protegidos en Palau y Pohnpei, uno de los cuatro Estados Federados de Micronesia.[13]